# Lina Neidestam
Lina Maria Neidestam, född 22 april 1984 i Södertälje församling, Stockholms län, är en svensk illustratör, barnboksförfattare och serieskapare. Hon är skapare av serien Zelda, bilderboken Rysliga Förskolan och medskapare av bokserien Asynja tillsammans med författaren Elisabeth Östnäs. Neidestam är illustratör till julkalendern 2023 i Barnradions "Tjuven på Sankt Nikolaus läroverk", skriven av Astrid Mohlin.  

## Biografi

### Bakgrund
Lina Neidestam tecknade tidigt serier och egna böcker, men någon framtid som serietecknare fanns då inte i huvudet. Hon inspirerades delvis av serier som Lilla Fridolf och Buster, inte för att de var bra utan för att de i hennes ögon var så trista att hon vill göra egna. Under gymnasiet arbetade Neidestam extra för Länstidningens ungdomsdel Paus, där hon gjorde illustrationer, skrev krönikor och reportage.
Neidestam började på Serieskolan i Malmö 2005. Siktet hade innan dess varit inställt på en karriär som journalist . Hon skickade in sina teckningar till serieskolan och hamnade i Skåne ett år. Neidestam och tre andra på skolan (Hanna Petersson, Hillevi Rindström och Josefin Svenske) startade 2005 ett tecknarkollektiv, och tillsammans kom de 2005 och 2006 med fem nummer av fanzinet Polly Darton.
Som 22-årig nybakad serieskolestudent var Neidestam 2006 tillbaka i Stockholm. Studier i etnologi på universitet och serietecknade på nätterna var tanken. Hon tog också en kurs på konstskolan Basis. Året efter lossnade det karriärmässigt, när Zelda föddes och Neidestam började synas i Metro.

### Zelda
2007 publicerades Neidestams Häxan i skogen som en av Seriefrämjandets minialbum i Lantis-serien. Samma år bad livsstilssajten SalongK.se Neidestam att teckna "någon serie som handlar om en tjej". Det blev starten för Zelda, strippserien om en feministisk åttiotalist som inte alltid lever som hon lär. Serien har sedan starten februari 2007 bland annat publicerats i Metro, Nemi, Aftonbladet, Verdens gang, NSD, Situation Stockholm, Rocky och norska Dagbladet. 2012 började Zelda publiceras i Aftonbladet och Aftonbladet.se.
Serien kom 2009 med sitt första samlingsalbum på Kartago förlag. Det har senare följts av sex album till på Kartago och ett på Egmont.
För Zelda fick Neidestam 2011 motta Adamsonstatyetten. Året därpå mottog hon för sin serie Stora Ponduspriset, Nordens i pengar räknat största serieutmärkelse.

### Barn- och ungdomsböcker
2018 debuterade Neidestam som barnboksförfattare med "Rysliga förskolan", utgiven av Rabén & Sjögren. Hon är även medskapare till Asynjaserien, tillsammans med författaren Elisabeth Östnäs. Bokserien omfattar fem böcker där första delen "Asynja- Kungens grav" utgavs 2021, andra delen "Asynja- Frejas svärd" utgavs 2022 och tredje delen "Asynja- Völvans väv" utkommer juni 2023.  

### Övriga verk och samarbeten

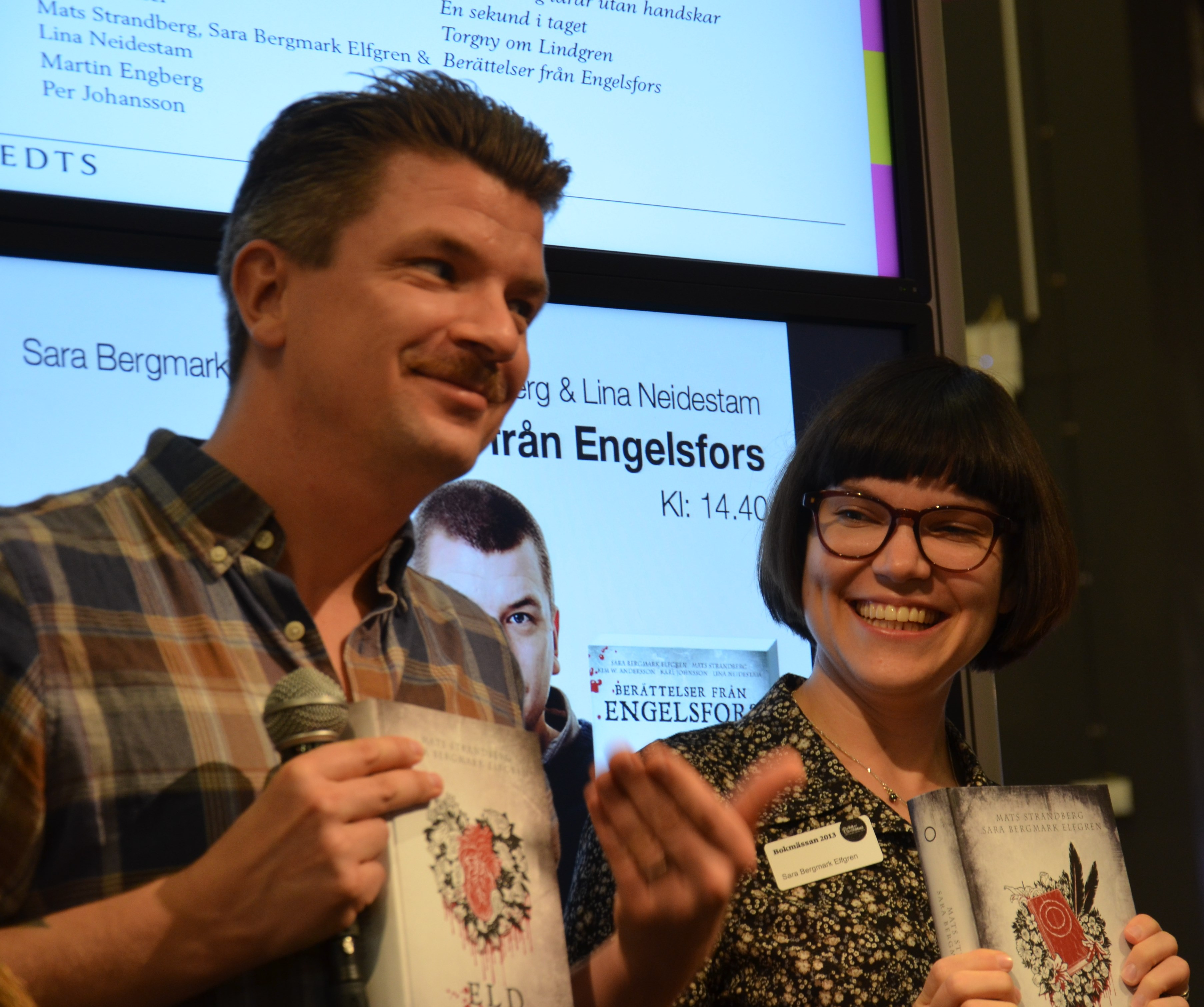
Strandmark och Bergmark Elfgren presenterar seriebearbetningen av deras boktrilogi (2013).

2013 medverkade Lina Neidestam i en grafisk roman baserad på Sara Bergmark Elfgrens och Mats Strandbergs fantasytrilogi om Engelsfors. Temat var unga häxor som slåss mot demoner, i en påhittad bruksort i Bergslagen. Albumet, som hade titeln Berättelser från Engelsfors, tog i samarbete med ursprungsförfattarna fram romanfigurerna "De utvalda" ur nya vinklar, innan händelserna i Cirkeln och efter de i Eld. Neidestam bidrog i boken med serierna "Kejsarinnan", De älskande" och "Frestelse", skapade i samarbete med Sara Bergmark Elfgren.

## Stil
Neidestams serier är ofta humorbaserade. Titelfiguren i Zelda är en feministisk åttiotalist som ständigt går emot sin egen moraliska kompass. Lina Neidestam skapade henne som en figur att identifiera sig med, en som inte var ädel och bara sa de rätta sakerna.  Serien driver med idealism och en "nyfrälst" attityd – oavsett ideologi.

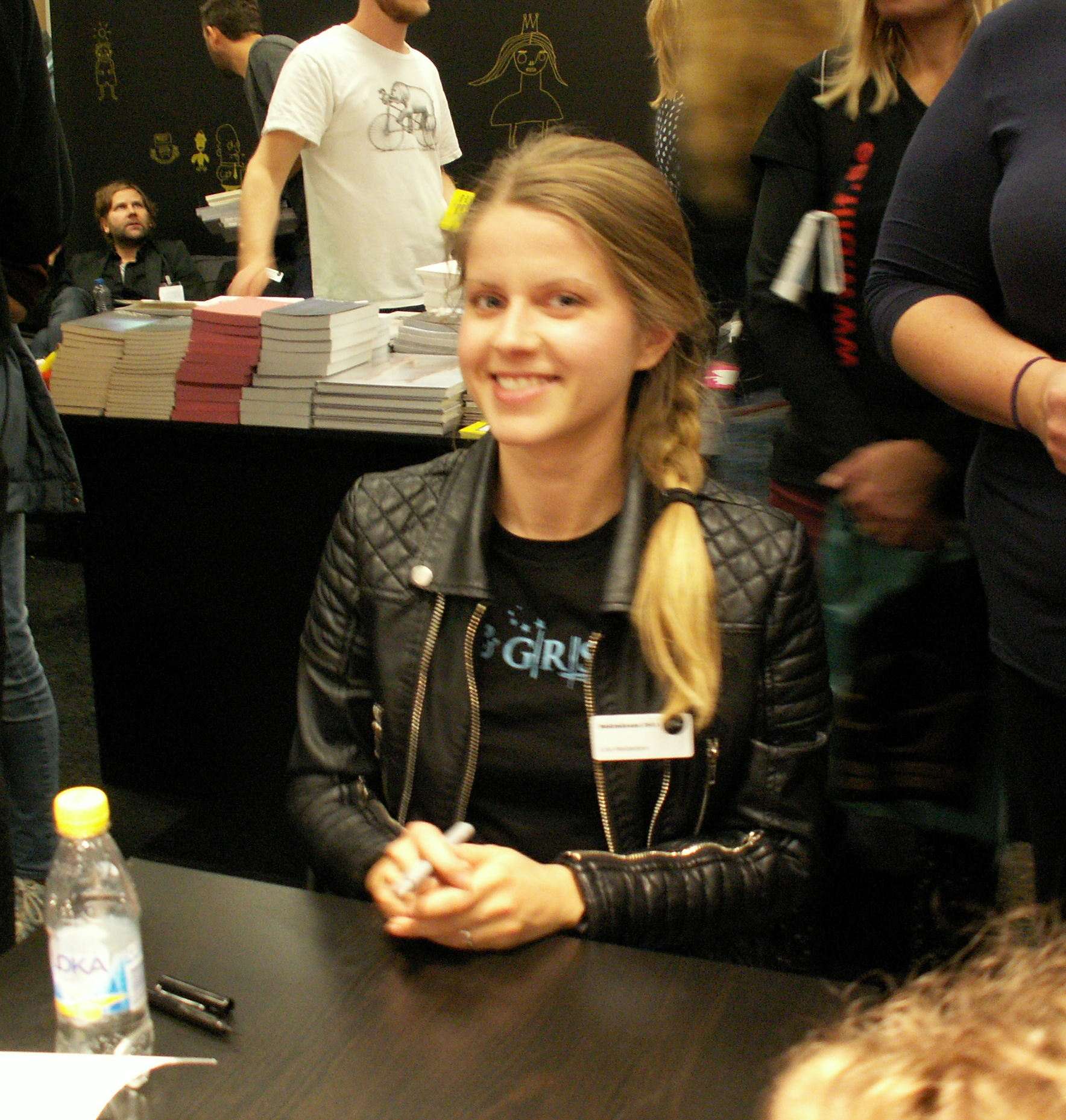
Lina Neidestam på Bokmässan 2013.

Neidestam själv har inspirerats av flera svenska och amerikanska serieskapare med personlig attityd. Som liten läste hon mycket Cecilia Torudds Ensamma mamman, en vardagshumoristisk strippserie med hög igenkänningsfaktor. 

### Egna seriealbum
- 2007 – Häxan i skogen (Lantis, minialbum)
- 2009 –  Zelda. Zelda ; 1. Kartago. ISBN 978-91-86003-42-5
- 2011 –  Maran. Kolik. ISBN 978-91-86509-08-8
- 2012 –  Zelda: kampen fortsätter. Zelda ; 2. Kartago. ISBN 978-91-86003-93-7
- 2013 –  Zelda vs. patriarkatet. Zelda ; 3. Kartago. ISBN 978-91-75150-27-7
- 2013 –  Lina Neidestams Zelda: Sex out west. Nordic Comics Egmont/Egmont Kids Media Nordic. ISBN 9789174058536
- 2013 – Zelda #1: Sex og mingleliv. (bokmål)
- 2015 –  Zelda - uppbrott och utbrott. Zelda ; 4. Kartago. ISBN 978-91-75150-80-2
- 2015 –  Zelda - de första ljuva åren : bok 1 & 2 i urval. Zelda ; 1, 2. Kartago. ISBN 978-91-75150-79-6
- 2016 –  Zelda - täckning saknas. Zelda ; 5. Kartago. ISBN 978-91-75151-20-5
- 2017 –  Zelda - allt är normalt. Zelda ; 6. Kartago. ISBN 978-91-75152-42-4

### Serieantologier
- 2005–2006 – Polly Darton (fanzin, fem nummer)
- 2005 – TV-serier (fanzin, fyra versioner)
- 2013 –  Berättelser från Engelsfors. Rabén & Sjögren. ISBN 978-91-29-68577-0

### Illustrationer
- 2008 – Harling, Birgit; Lidén Anders, Neidestam Lina. Booster. Part 1. Natur & kultur. ISBN 978-91-27-41294-1 (+ del 2 och 3)
  - 2009 – Harling, Birgit; Lidén Anders, Neidestam Lina (på engelska). Booster. Part 3, Workmate. Natur & kultur. ISBN 978-91-27-41427-3

### Barnböcker
- 2018 "Rysliga förskolan" Rabén & Sjögren

## Utmärkelser
- 2005 – Sydsvenskans strippserietävling[8]
- 2010 – Länstidningen Södertäljes debutantpris[8]
- 2011 – Adamsonstatyetten[8]
- 2012 – Stora Ponduspriset[8]
- 2012 – Nöjesguidens Stockholmspris[8]
- 2014 – Albert Engström-sällskapets ungdomspris[13]